# Campeonato Mundial de Rugby M19 División B
El Campeonato Mundial M19 División B fue una competición de rugby para selecciones nacionales.
Fue la segunda categoría del Campeonato Mundial de Rugby M19.
Se disputó desde el año 1976 hasta el 2007.
Desde 1980 hasta 1991, fue organizada por FIRA, en el periodo 1992-2003 de manera conjunta entre FIRA-IRB, y desde el 2004 hasta el 2007 solamente por la IRB.

## Campeonatos

### FIRA U19 World Cup
| Edición | Año  | Sede       | Campeón         | 2º puesto      |
| ------- | ---- | ---------- | --------------- | -------------- |
| I       | 1976 | Francia    | Portugal        | Polonia        |
| II      | 1978 | Italia     | Yugoslavia      | Túnez          |
| III     | 1980 | Túnez      | Túnez           | Yugoslavia     |
| IV      | 1982 | Suiza      | Costa de Marfil | Suecia         |
| V       | 1984 | Polonia    | Unión Soviética | Rumania        |
| VI      | 1985 | Bélgica    | Polonia         | Túnez          |
| VII     | 1986 | Rumania    | Túnez           | Portugal       |
| VIII    | 1987 | Alemania   | Portugal        | Polonia        |
| IX      | 1988 | Yugoslavia | Taiwán          | Túnez          |
| X       | 1989 | Portugal   | Polonia         | Túnez          |
| XI      | 1990 | Italia     | Taiwán          | Checoslovaquia |
| XII     | 1991 | Italia     | España          | Checoslovaquia |

### IRB - FIRA U19 World Cup
| Edición | Año  | Sede    | Campeón      | 2º puesto       |
| ------- | ---- | ------- | ------------ | --------------- |
| XIII    | 1992 | España  | Paraguay     | Marruecos       |
| XIV     | 1993 | Francia | Países Bajos | Costa de Marfil |
| XV      | 1994 | Francia | Chile        | Túnez           |
| XVI     | 1995 | Rumania | Chile        | Taiwán          |
| XVII    | 1996 | Italia  | Portugal     | Polonia         |
| XVIII   | 1997 | Chile   | Chile        | Polonia         |
| XIX     | 1998 | Francia | Georgia      | Portugal        |
| XX      | 1999 | Gales   | España       | Rusia           |
| XXI     | 2000 | Francia | Samoa        | Corea del Sur   |
| XXII    | 2001 | Chile   | Georgia      | Rusia           |
| XXIII   | 2002 | Italia  | Canadá       | Namibia         |
| XXIV    | 2003 | Francia | Uruguay      | Chile           |

### IRB U19 Rugby World Cup
| Edición | Año  | Sede      | Campeón | 2º puesto |
| ------- | ---- | --------- | ------- | --------- |
| XXIII   | 2004 | Sudáfrica | Rumania | Uruguay   |
| XXIV    | 2005 | Sudáfrica | Samoa   | Uruguay   |
| XXV     | 2006 | EAU       | Fiyi    | Tonga     |
| XXVI    | 2007 | Irlanda   | Italia  | Canadá    |

## Posiciones
- Número de veces que las selecciones ocuparon las dos primeras posiciones en todas las ediciones.

| Equipo          | Campeón | Subcampeón |
| --------------- | ------- | ---------- |
| Portugal        | 3       | 1          |
| Chile           | 3       | 1          |
| Túnez           | 2       | 5          |
| Polonia         | 2       | 4          |
| Taiwán          | 2       | 1          |
| Georgia         | 2       |            |
| Samoa           | 2       |            |
| España          | 2       |            |
| Uruguay         | 1       | 2          |
| Canadá          | 1       | 1          |
| Costa de Marfil | 1       | 1          |
| Rumania         | 1       | 1          |
| Yugoslavia      | 1       | 1          |
| Fiyi            | 1       |            |
| Italia          | 1       |            |
| Países Bajos    | 1       |            |
| Paraguay        | 1       |            |
| Unión Soviética | 1       |            |
| Checoslovaquia  |         | 2          |
| Rusia           |         | 2          |
| Corea del Sur   |         | 1          |
| Marruecos       |         | 1          |
| Namibia         |         | 1          |
| Suecia          |         | 1          |
| Tonga           |         | 1          |